# 燕子镇
燕子镇是中华人民共和国湖北省恩施土家族苗族自治州鹤峰县下辖的一个镇。
2013年8月16日，湖北省民政厅批复同意撤销燕子乡，设立燕子镇。

## 行政区划
燕子镇下辖以下村级行政区划单位：
溪坪村、蔡坡村、瓦窑村、石龙村、新寨村、北古荒村、龙坪村、东乡村、茶店村、楠木村、桃山村、百顺村、三溪村、乔云村、响溪村、大五里坪村（夹沙）、红莲村、咸盈村、大岩村、清湖村、湖坪村、董家村、车家村、燕子村、新行村、程丰村、朝阳村、油坪村和芹草坪村。